# 阿德納默亨角

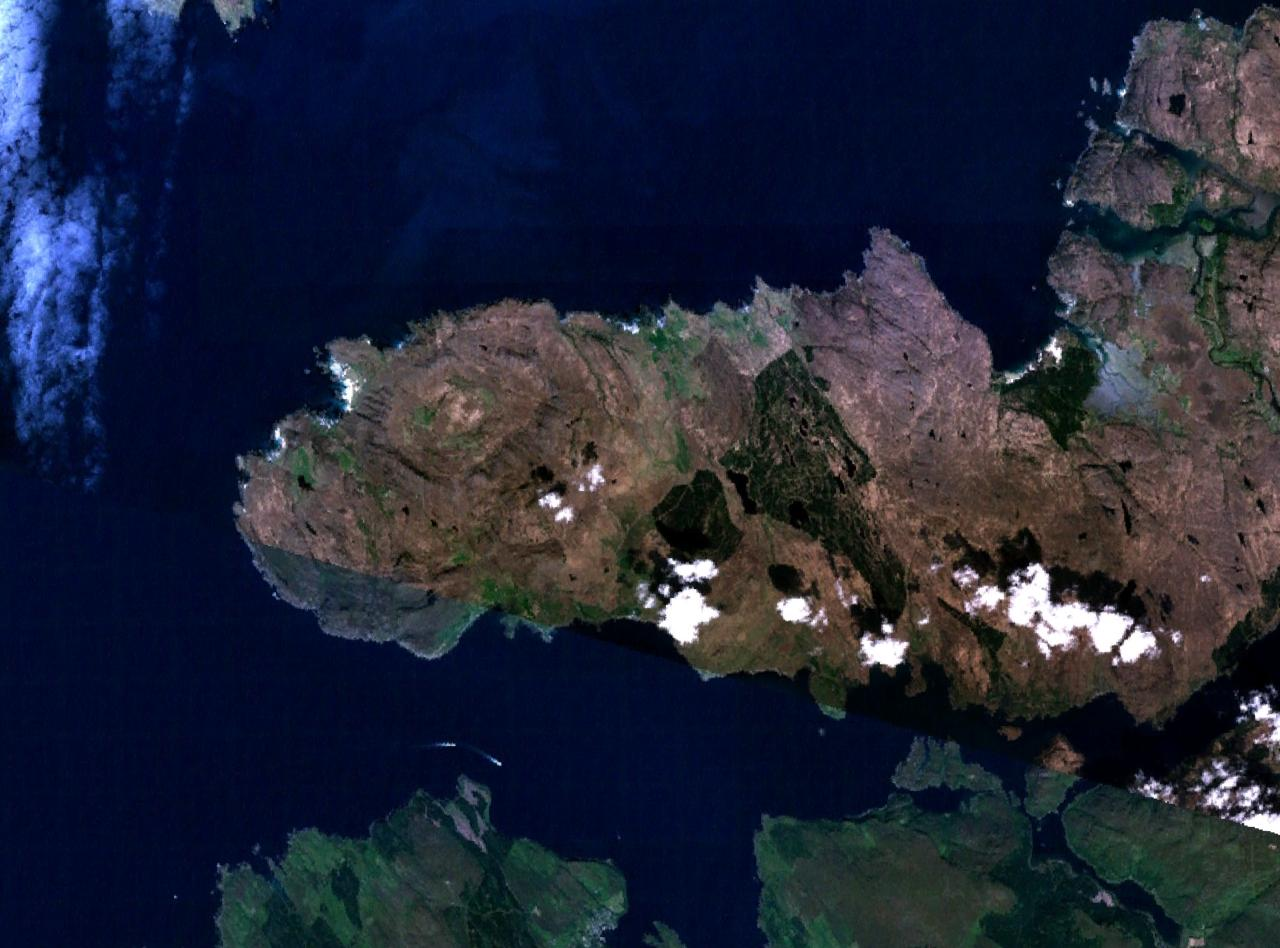
阿德納默亨角的卫星照片

阿德納默亨角（意思為大海岬）是一个位于英國蘇格蘭高地面積為130平方公里的半岛。聖高隆在6世纪就來過该半岛，当时就有爱尔兰盖尔人在此定居。